# Alectra orobanchoides
Alectra orobanchoides är en snyltrotsväxtart som beskrevs av George Bentham. Alectra orobanchoides ingår i släktet Alectra och familjen snyltrotsväxter. Inga underarter finns listade i Catalogue of Life.